# 莫哈末·沙·马纳夫
莫哈末·沙·马纳夫（1931年10月26日——），印度尼西亚政治家。

## 生平
1931年10月26日出生于雅加达。革命期间，沙阿·马纳夫加入了西爪哇省的人民安全军西里旺吉师。
1985年，短暂担任联合发展党（PPP）党主席。因党员发动对领导的不信任动议而引发骚乱后，他失去了联合发展党党主席的职位。